# 30 de setembro
30 de setembro é o 273.º dia do ano no calendário gregoriano (274.º em anos bissextos). Faltam 92 dias para acabar o ano.

## Eventos históricos

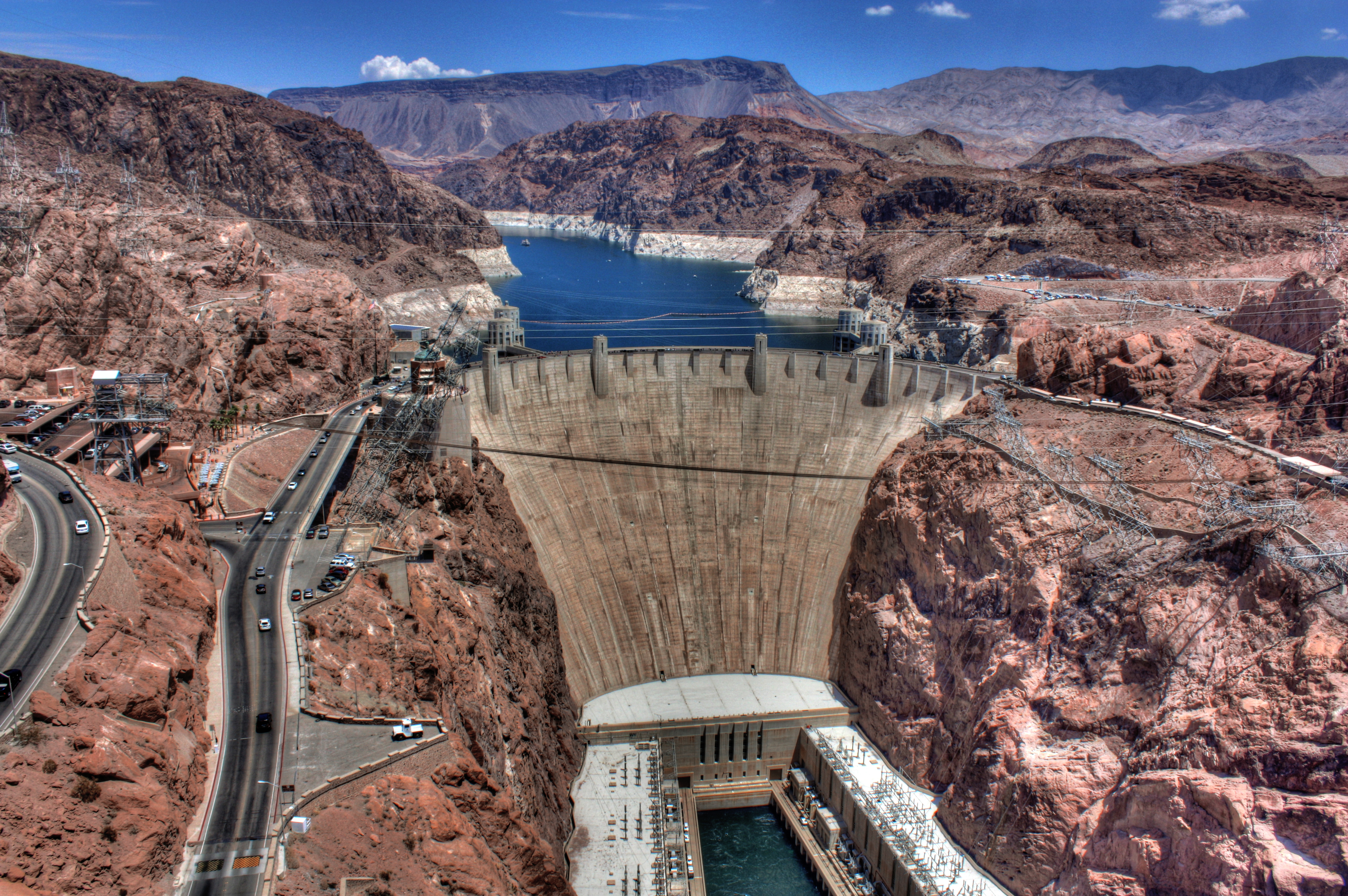
1935: Inauguração da Represa Hoover

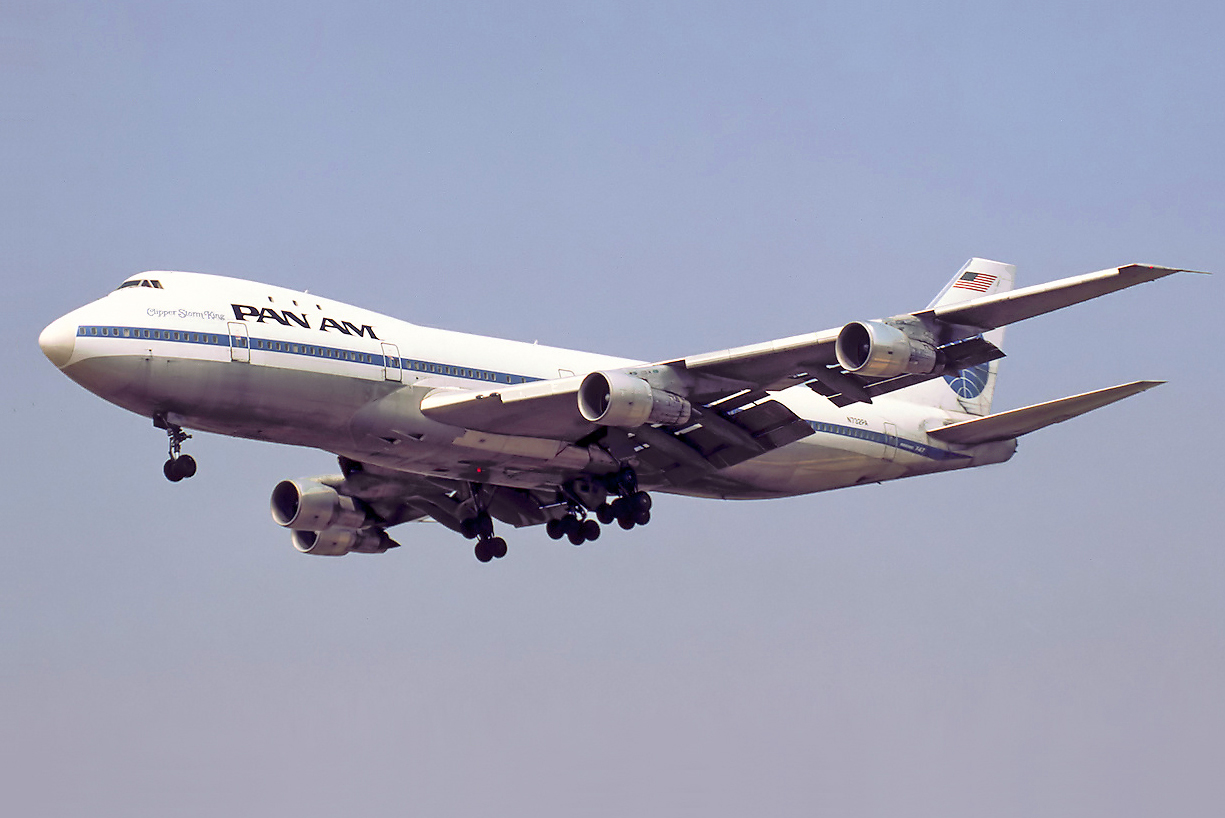
1968: Lançamento do Boeing 747

- 0489 — Os ostrogodos sob Teodorico, o Grande, derrotam as forças de Odoacro pela segunda vez.
- 1139 — Um sismo de magnitude 7,7 atinge as montanhas do Cáucaso no Império Seljúcida, causando destruição em massa e matando até 300 000 pessoas.
- 1399 — Henrique IV é proclamado rei da Inglaterra.[1]
- 1520 — Solimão, o Magnífico, é proclamado sultão do Império Otomano.
- 1541 — O conquistador espanhol Hernando de Soto e suas forças entram no território de Tula, no atual oeste do Arkansas, encontrando uma feroz resistência.[2]
- 1551 — Um golpe de Estado pelo estabelecimento militar do clã Ōuchi do Japão força seu senhor a cometer suicídio, e sua cidade é queimada.
- 1744 — Guerra da Sucessão Austríaca: França e Espanha derrotam a Sardenha na Batalha de Madonna dell'Olmo, mas logo têm que se retirar da Sardenha de qualquer maneira.
- 1791
  - A Assembleia Nacional Constituinte da França é dissolvida, para ser substituída no dia seguinte pela Assembleia Nacional Legislativa.
  - A primeira apresentação da ópera de Mozart A Flauta Mágica ocorre dois meses antes de sua morte.
- 1860 — Victor Emanuel conclui derrota dos exércitos papais em Ancona (v. Unificação italiana).
- 1863 — A ópera Les pêcheurs de perles de Georges Bizet, estreia em Paris.[3]
- 1882 — A primeira usina hidrelétrica comercial de Thomas Edison (mais tarde conhecida como Appleton Edison Light Company) começa a operar.[4]
- 1883 — A cidade de Mossoró liberta seus escravos.
- 1888 — Jack, o Estripador, mata sua terceira e quarta vítimas, Elizabeth Stride e Catherine Eddowes.
- 1906 — A Real Academia Galega, a maior autoridade linguística da língua galega, começa a trabalhar em Havana.
- 1909 — O RMS Mauretania da Cunard Line faz uma travessia recorde do oeste do Atlântico, que não será superada por vinte anos.
- 1915 — Primeira Guerra Mundial: Radoje Ljutovac torna-se o primeiro soldado da história a abater uma aeronave inimiga com fogo terra-ar.
- 1918 — Guerra de Independência da Ucrânia: as forças insurgentes lideradas por Nestor Makhno derrotam as Potências Centrais.[5]
- 1927 — Inauguração da Fordilândia, no estado do Pará, polo fornecedor de látex para os empreendimentos de Henry Ford.
- 1935 — Inauguração da Represa Hoover, construída na fronteira entre os estados americanos do Arizona e Nevada.
- 1937 — O general Eurico Gaspar Dutra e o presidente Getúlio Vargas divulgam o Plano Cohen. O documento forjado citava uma conspiração comunista para tomar o poder.
- 1938
  - Grã-Bretanha, França, Alemanha e Itália assinam o Acordo de Munique, pelo qual a Alemanha anexa a região de Sudetos na Tchecoslováquia.
  - A Liga das Nações proíbe por unanimidade "bombardeios intencionais de populações civis".
- 1939 — Segunda Guerra Mundial: o general Władysław Sikorski se torna o primeiro-ministro do governo polonês no exílio.
- 1941 — Segunda Guerra Mundial: o massacre de Babi Yar chega ao fim.
- 1947
  - Paquistão e Iêmen são admitidos como Estados-Membros da ONU.
  - Os principais partidos comunistas da Europa concordam na criação de um "Comitê Internacional de Informação" (Kominform) para fixar a estratégia comunista.
- 1949 — Fim do transporte aéreo, durante o bloqueio de Berlim pelas forças da URSS.
- 1954 — O submarino da Marinha dos Estados Unidos, USS Nautilus, é comissionado como o primeiro navio movido a energia nuclear do mundo.
- 1957 — É criada a Rede Ferroviária Federal (RFFSA) (v. trem).
- 1958 — Novo governo iraquiano realiza reforma agrária no país.
- 1965 — Na Indonésia, um golpe do Movimento de 30 de Setembro é esmagado, levando a um expurgo anticomunista em massa, com mais de 500 000 pessoas mortas.
- 1966 — Bechuanalândia declara sua independência e se torna a República do Botswana.
- 1968 — O Boeing 747 é lançado e exibido ao público pela primeira vez.
- 1974 — Toma posse em Portugal o III Governo Provisório, chefiado pelo primeiro-ministro Vasco Gonçalves.
- 1975
  - O helicóptero AH-64 Apache faz seu primeiro voo. Oito anos depois, o primeiro modelo de produção foi lançado na linha de montagem.
  - O voo 240 da Malév cai no Mar Mediterrâneo ao se aproximar do Aeroporto Internacional de Beirute, no Líbano, matando 60 pessoas.
- 1977 — Por causa dos cortes no orçamento da NASA e da diminuição das reservas de energia, os pacotes de experimentos ALSEP do programa Apollo deixados na Lua são encerrados.
- 1978 — O voo 405 da Finnair é sequestrado por Aarno Lamminparras em Oulu, Finlândia, o sequestrador recebeu seus pedidos de resgate e libertou seus reféns. Foi preso em sua casa no dia seguinte.[6]
- 1980 — As especificações da Ethernet são publicadas pela Xerox, trabalhando com a Intel e a Digital Equipment Corporation.
- 1993 — O terremoto de 6,2 Mw Latur abala Maharashtra, Índia, matando aproximadamente 10 000 e ferindo 30 000.
- 1999 — O acidente nuclear de Tokaimura causa a morte de dois técnicos no segundo pior acidente nuclear do Japão.
- 2000 — Conflito israelo-palestiniano: Muhammad al-Durrah, de doze anos, é baleado e morto no segundo dia da Segunda Intifada.[7]
- 2004 — O AIM-54 Phoenix, o principal míssil do F-14 Tomcat, é retirado de serviço. Quase dois anos depois, o próprio Tomcat é aposentado.
- 2005 — Caricaturas polêmicas de Maomé são impressas em um jornal dinamarquês.
- 2009 — O sismo de Sumatra de 7,6 Mw deixa 1 115 pessoas mortas.
- 2013 — A emissora brasileira de televisão de sinal aberto MTV Brasil encerra suas operações.
- 2016
  - Furacão Matthew se torna um furacão de categoria 5, tornando-o o furacão mais forte a se formar no mar do Caribe desde 2007.
  - Duas pinturas com um valor combinado de 100 milhões de dólares foram recuperadas após terem sido roubadas do Museu Van Gogh em 2002.
- 2022
  - O presidente da Rússia Vladmir Putin assinou tratados de anexação do sul e leste da Ucrânia pela Rússia.
  - Atentado terrorista causa pelo menos 35 mortos e 82 feridos em Cabul, Afeganistão. Foi um ataque suicida em um centro educacional.[8]
  - Ocorre um Golpe de Estado em Burquina Fasso, removendo o presidente interino Paul-Henri Sandaogo Damiba, que também chegou ao poder através de um Golpe de Estado, em janeiro de 2022.[9]

## Nascimentos

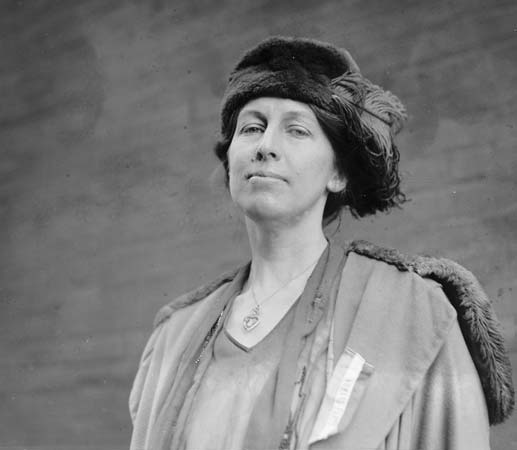
Nora Stanton Barney

Chacrinha

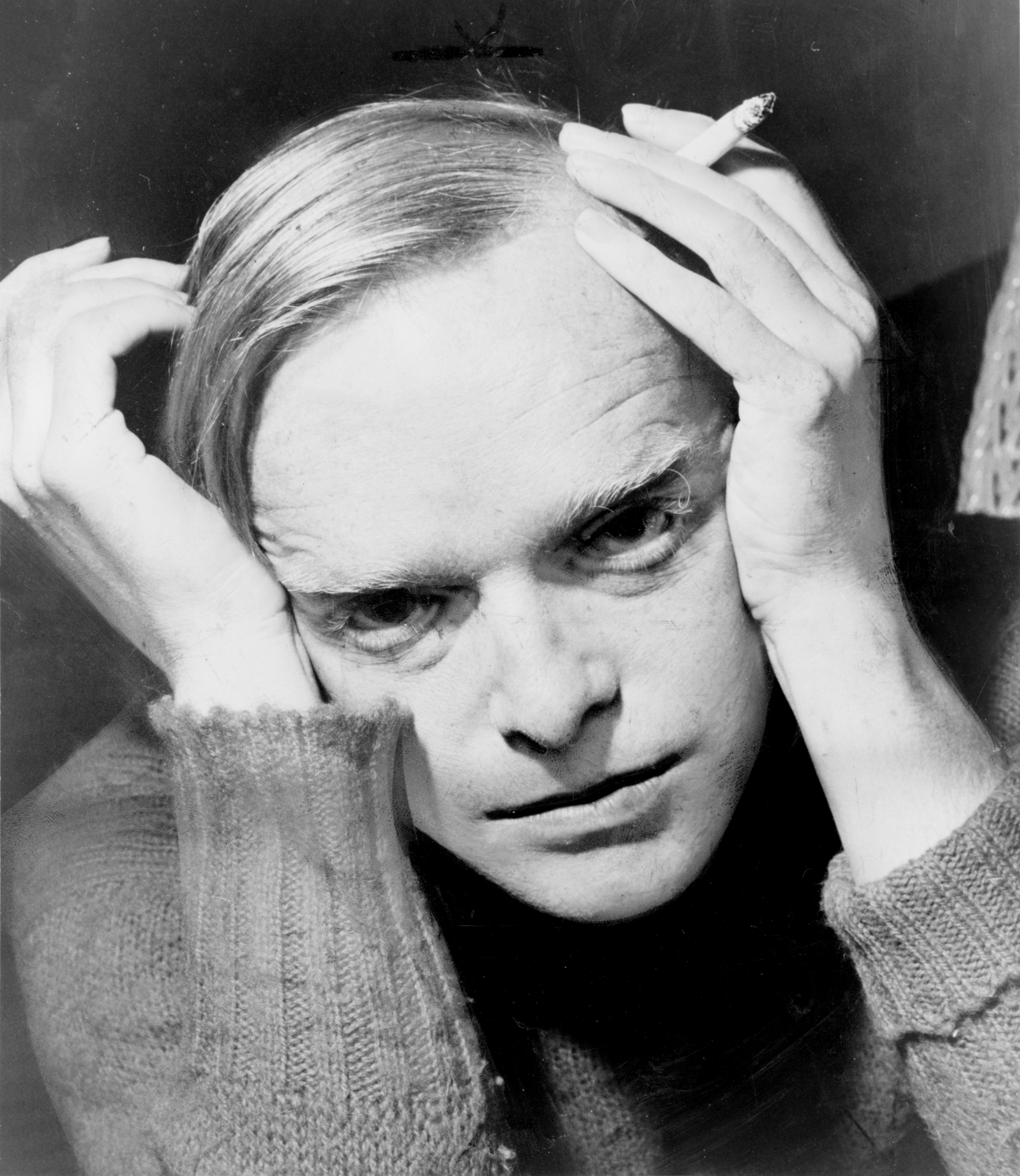
Truman Capote

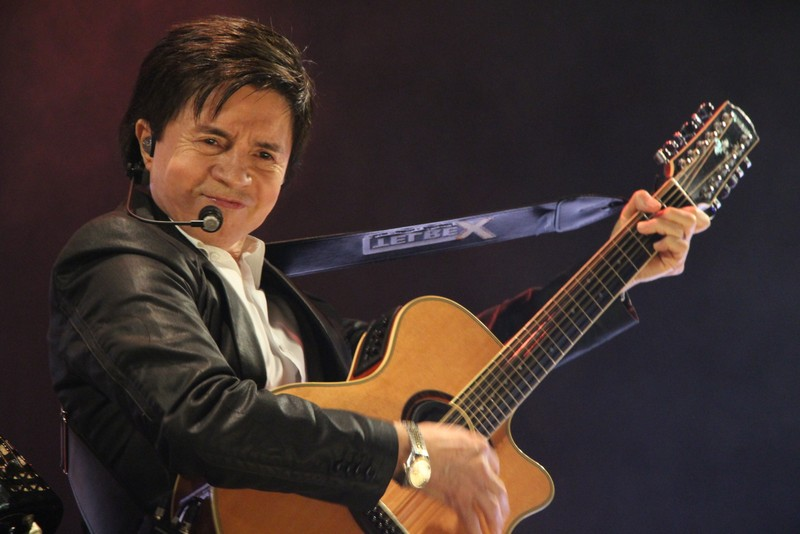
Xororó

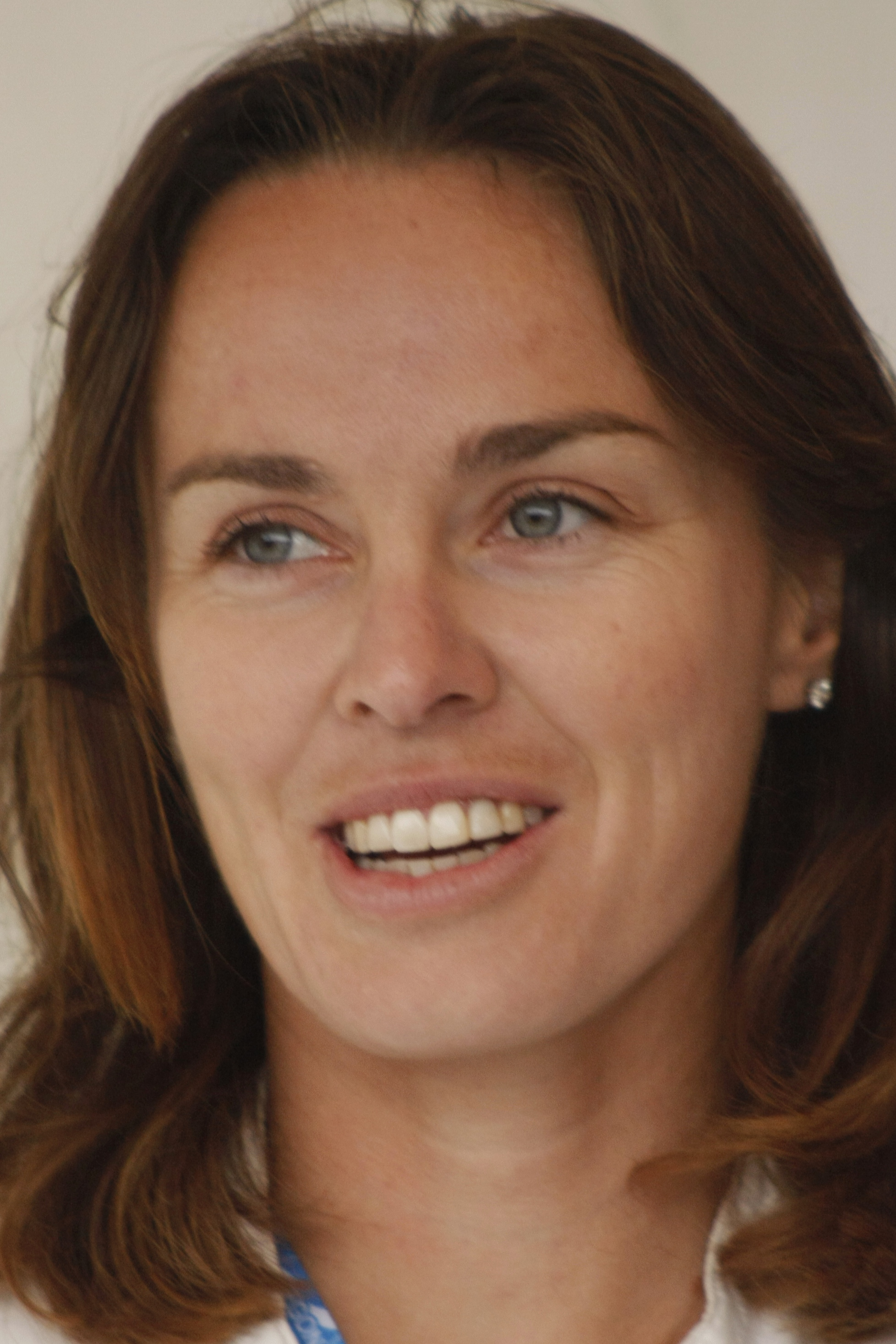
Martina Hingis

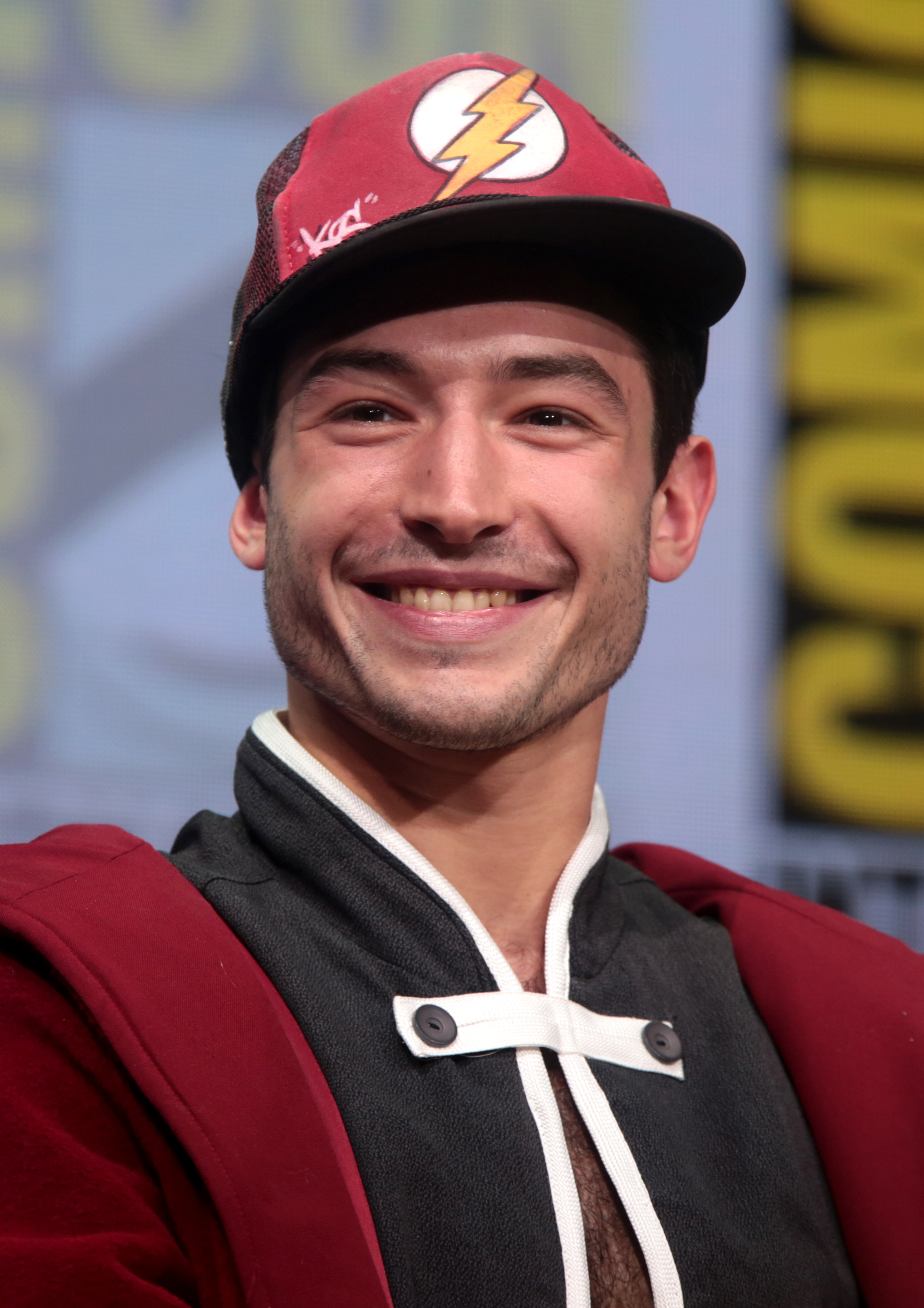
Ezra Miller

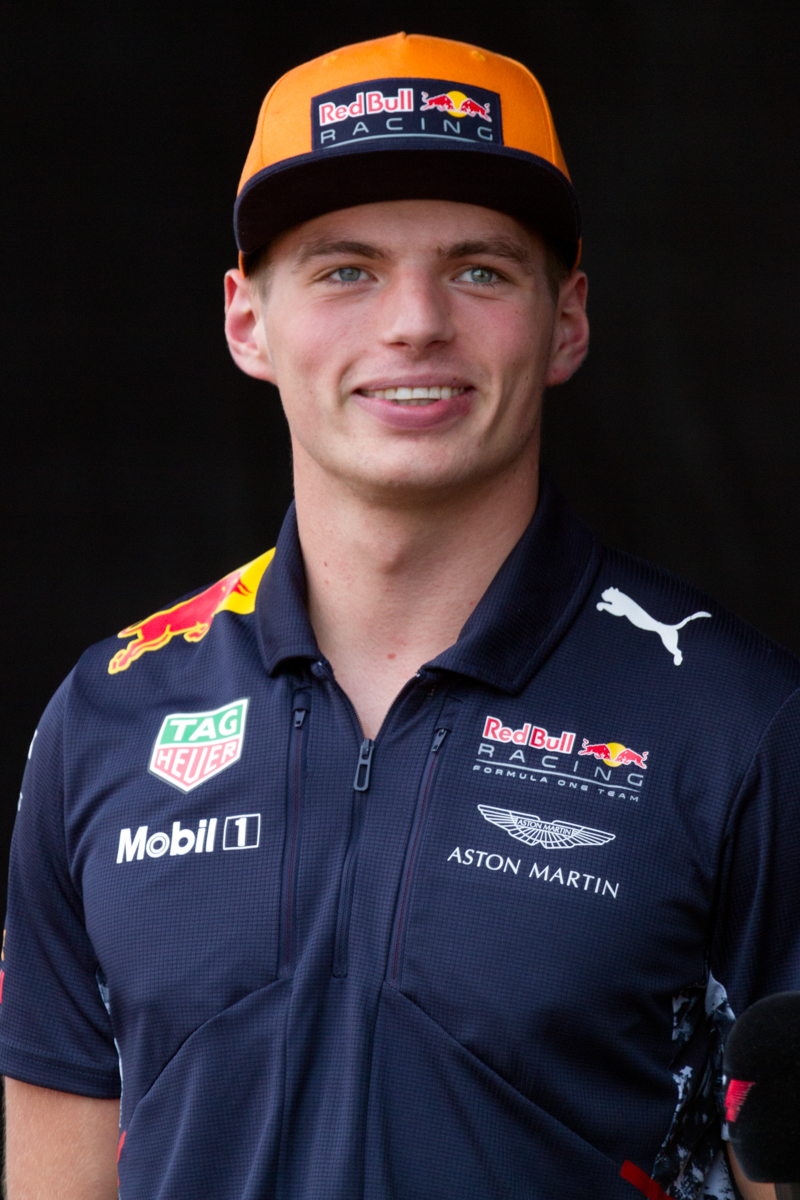
Max Verstappen

### Anterior ao século XIX
- 1207 — Jalal ad-Din Muhammad Rumi, poeta e teólogo persa (m. 1273).
- 1227 — Papa Nicolau IV (m. 1292).
- 1404 — Ana da Borgonha (m. 1432).
- 1516 — Hartmann Beyer, matemático, teólogo e reformador alemão (m. 1577).
- 1550 — Michael Maestlin, matemático e astrônomo alemão (m. 1631).
- 1638 — Maximiliano Filipe Jerónimo, Duque da Baviera-Leuchtenberg (m. 1705).
- 1658 — Isabel Leonor de Brunsvique-Volfembutel (m. 1729).
- 1700 — Estanislau Konarski, dramaturgo e poeta polonês (m. 1773).
- 1714 — Étienne Bonnot de Condillac, filósofo francês (m. 1780).
- 1732 — Jacques Necker, estadista franco-suíço (m. 1804).
- 1737 — Morten Thrane Brünnich, zoólogo e mineralogista dinamarquês (m. 1827).
- 1743 — Jerónimo Francisco de Lima, compositor português (m. 1822).
- 1765 — José María Morelos, líder independentista mexicano (m. 1815).
- 1783 — Rainer José da Áustria (m. 1853).

### Século XIX
- 1802 — Antoine Jérôme Balard, químico francês (m. 1876).
- 1803 — Gustav von Alvensleben, militar prussiano (m. 1881).
- 1807 — Agustín Jerónimo de Iturbide y Huarte, militar mexicano (m. 1866).
- 1811 — Augusta de Saxe-Weimar-Eisenach, imperatriz alemã (m. 1890).
- 1813
  - John Rae, explorador e médico britânico (m. 1893).
  - Carlos, Duque de Eslésvico-Holsácia-Sonderburgo-Glucksburgo (m. 1878).
- 1828
  - Lahiri Mahasaya, yogue indiano (m. 1895).
  - József Samassa, religioso eslovaco (m. 1912).
- 1829 — Franz Reuleaux, engenheiro alemão (m. 1905).
- 1836 — Remigio Morales Bermúdez, político peruano (m. 1894).
- 1840 — Johan Svendsen, compositor, maestro e violinista norueguês (m. 1911).
- 1843 — Matilde Luísa da Baviera (m. 1925).
- 1863 — Reinhard Scheer, militar alemão (m. 1928).
- 1868 — José Serrato, engenheiro, político e economista uruguaio (m. 1960).
- 1870 — Jean Baptiste Perrin, físico francês (m. 1942).
- 1882 — Hans Geiger, físico alemão (m. 1945).
- 1883
  - Bernhard Rust, político alemão (m. 1945).
  - Nora Stanton Barney, arquiteta, engenheira civil e sufragista britânica (m. 1971).
- 1887 — Lil Dagover, atriz alemã (m. 1980).
- 1893 — Otto Wernicke, ator alemão (m. 1965).
- 1894 — Dirk Jan Struik, matemático neerlandês (m. 2000).
- 1895 — Lewis Milestone, cineasta, produtor e roteirista moldávio-americano (m. 1980).
- 1898
  - Carlota, Duquesa de Valentinois (m. 1977).
  - Renée Adorée, atriz francesa (m. 1933).
  - Felix Kersten, fisioterapeuta estoniano (m. 1960).
- 1899 — Hendrik Marsman, poeta neerlandês (m. 1940).
- 1900 — Pedro Arispe, futebolista uruguaio (m. 1960).

### Século XX

#### 1901–1950
- 1903 — Alice Orlowski, militar e criminosa de guerra alemã (m. 1976).
- 1905
  - Nevill Francis Mott, físico estadunidense (m. 1996),
  - Michael Powell, cineasta, produtor e roteirista estadunidense (m. 1990).
- 1906 — Mireille Hartuch, cantora, compositora e atriz francesa (m. 1996).
- 1908
  - David Oistrakh, violinista ucraniano (m. 1974).
  - Klaus Patau, geneticista alemão (m. 1975).
- 1909 — Humberto da Prússia (m. 1950).
- 1912 — Niek Michel, futebolista neerlandês (m. 1971).
- 1916 — Richard Kenneth Guy, matemático britânico (m. 2020).
- 1917
  - Chacrinha, apresentador de televisão brasileiro (m. 1988).
  - Buddy Rich, músico estadunidense (m. 1987).
- 1918 — René Rémond, economista francês (m. 2007).
- 1919
  - Roberto Bonomi, automobilista argentino (m. 1992).
  - Cecil Green, automobilista estadunidense (m. 1951).
- 1921
  - Aldo Parisot, músico brasileiro-americano (m. 2018).
  - Sagramor de Scuvero Brandão, atriz, radialista e política brasileira (m. 1995).
  - Deborah Kerr, atriz britânica (m. 2007).
- 1924
  - Truman Capote, escritor e jornalista estadunidense (m. 1984).
  - Hilda Rebello, atriz brasileira (m. 2019).
- 1925 — Lew Allen, militar norte-americano (m. 2010).
- 1927
  - W. S. Merwin, poeta estadunidense (m. 2019).
  - Sigurdur Helgason, matemático islando-estadunidense (m. 2023).
- 1928 — Elie Wiesel, escritor romeno-americano (m. 2016).
- 1929 — Kazuko Takatsukasa, nobre japonesa (m. 1989).
- 1930 — Marina Miranda, atriz brasileira (m. 2021).
- 1931
  - Angie Dickinson, atriz estadunidense.
  - Eveline Gottzein, engenheira alemã (m. 2023).
- 1932 — Shintarō Ishihara, escritor e político japonês (m. 2022).
- 1933
  - Cissy Houston, cantora norte-americana.
  - Dirce Migliaccio, atriz brasileira (m. 2009).
- 1934
  - Udo Jürgens, compositor e cantor austríaco (m. 2014).
  - Alan A'Court, futebolista e treinador de futebol britânico (m. 2009).
- 1935 — Johnny Mathis, cantor e compositor estadunidense.
- 1936 — Edgardo González, futebolista uruguaio (m. 2007).
- 1937 — Daniel Filho, ator, diretor e produtor brasileiro.
- 1938 — Germán Aceros, futebolista e treinador de futebol colombiano (m. 2018).
- 1939 — Jean-Marie Lehn, químico francês.
- 1941 — Reine Wisell, automobilista sueco (m. 2022).
- 1942 — Sture Pettersson, ciclista sueco (m. 1983).
- 1943
  - Johann Deisenhofer, químico alemão.
  - Marilyn McCoo, atriz e cantora estadunidense.
  - Ibrahim al-Hamdi, militar e político iemenita (m. 1977).
  - Mauricio Manzano, ex-futebolista salvadorenho.
- 1944 — Jimmy Johnstone, futebolista britânico (m. 2006).
- 1945
  - Ehud Olmert, político israelense.
  - José Manuel Fuente, ciclista espanhol (m. 1996).
- 1946
  - Jochen Mass, ex-automobilista alemão.
  - Hector Lavoe, cantor porto-riquenho (m. 1993).
- 1947
  - Marc Bolan, músico britânico (m. 1977).
  - Miguel de Oliveira, pugilista brasileiro (m. 2021).
- 1948 — Raúl Reyes, guerrilheiro colombiano (m. 2008).
- 1950
  - Laura Esquivel, escritora e política mexicana.
  - Renato Zero, cantor e compositor italiano.
  - Victoria Tennant, atriz britânica.
  - Mariano García Remón, ex-futebolista e treinador de futebol espanhol.

#### 1951–2000
- 1951
  - Barry Marshall, médico gastroenterologista australiano.
- 1952
  - Jack Wild, ator britânico (m. 2006).
  - Eunício Oliveira, político, agropecuarista e empresário brasileiro.
  - John Finn, ator estadunidense.
- 1954 — Patrice Rushen, pianista, cantora e compositora estadunidense.
- 1956
  - Frank Arnesen, ex-futebolista, treinador e dirigente esportivo dinamarquês.
  - Maria Esmeralda da Bélgica.
- 1957
  - Xororó, cantor brasileiro.
  - Fran Drescher, atriz estadunidense.
- 1959
  - Francisco Javier Toledo, futebolista hondurenho (m. 2006).
  - Sônia Lima, atriz e apresentadora brasileira.
  - Felipe Revelez, ex-futebolista uruguaio.
  - Xiomara Castro, política hondurenha.
- 1960
  - Nicola Griffith, escritora britânica.
  - Blanche Lincoln, política estadunidense.
- 1961
  - Eric van de Poele, ex-automobilista belga.
  - Jorge Ricardo, jóquei brasileiro.
  - Eric Stoltz, ator, diretor e produtor de cinema estadunidense.
- 1962
  - Frank Rijkaard, ex-futebolista e treinador de futebol neerlandês.
  - Dariusz Dziekanowski, ex-futebolista polonês.
  - Borislav Cvetković, ex-futebolista e treinador de futebol sérvio.
- 1964
  - Monica Bellucci, atriz e modelo italiana.
  - Trey Anastasio, compositor e músico norte-americano.
- 1965 — Omid Djalili, ator, produtor, dublador e escritor britânico.
- 1967 — Andrea Roth, atriz canadense.
- 1968 — Hervé Renard, ex-futebolista e treinador de futebol francês.
- 1969
  - Sérgio Reoli, músico brasileiro (m. 1996).
  - Amy Landecker, atriz estadunidense.
  - Mariana de Moraes, atriz e cantora brasileira.
  - Alex Rae, ex-futebolista e treinador de futebol britânico.
- 1970
  - Tony Hale, ator estadunidense.
  - Damian Mori, ex-futebolista e treinador de futebol australiano.
  - Máximo Tenorio, ex-futebolista equatoriano.
  - Sergey Shustikov, futebolista e treinador de futebol russo (m. 2016).
- 1971
  - Jenna Elfman, atriz estadunidense.
  - Cadão, ex-futebolista e treinador de futebol brasileiro.
  - Leila Barros, ex-jogadora de voleibol e política brasileira.
  - Zoran Mamić, ex-futebolista e treinador de futebol croata.
  - Rodolfo, humorista, repórter e cantor brasileiro.
- 1972
  - Sergey Gurenko, ex-futebolista e treinador de futebol bielorrusso.
  - Ari Behn, escritor e pintor norueguês (m. 2019).
- 1973 — Luís Filipe Andrade de Oliveira, ex-futebolista e treinador de futebol português.
- 1974
  - Jorgelina Aruzzi, atriz argentina.
  - Daniel Wu, ator, diretor e produtor de cinema chinês-americano.
- 1975
  - Marion Cotillard, atriz francesa.
  - Alessandra Scatena, modelo e apresentadora brasileira.
  - Jorge Delgado, ex-futebolista uruguaio.
  - Dennis Gentenaar, ex-futebolista neerlandês.
  - Marius Urzică, ex-ginasta romeno.
- 1976
- Evaristo Costa, jornalista brasileiro.  Sheila Gomes, produtora cultural baiana
- 1977
  - Roy Carroll, ex-futebolista britânico.
  - Sun Jihai, ex-futebolista chinês.
  - Tico Santa Cruz, músico, escritor e compositor brasileiro.
  - Héctor Tapia, ex-futebolista chileno.
- 1978
  - Candice Michelle, ex-lutadora, modelo e atriz estadunidense.
  - Róbinson Zapata, ex-futebolista colombiano.
  - Stark Sands, ator norte-americano.
- 1979
  - Andy van der Meyde, ex-futebolista neerlandês.
  - Gabriel Trujillo-Soler, ex-tenista espanhol.
  - Mike Damus, ator estadunidense.
- 1980
  - Dante Amaral, ex-jogador de voleibol brasileiro.
  - Fábio, futebolista brasileiro.
  - Martina Hingis, ex-tenista suíça.
  - Guillermo Rigondeaux, pugilista cubano.
  - Shelley Olds, ex-ciclista norte-americana.
  - Stefan Lindemann, ex-patinador artístico alemão.
  - Milagros Sequera, ex-tenista venezuelana.
  - Gert Steegmans, ex-ciclista belga.
- 1981
  - Fábio Bala, ex-futebolista brasileiro.
  - Kristina Barrois, ex-tenista alemã.
  - Maurício Barbieri, treinador de futebol brasileiro.
  - Dominique Moceanu, ex-ginasta estadunidense.
  - Igor Kunitsyn, ex-tenista russo.
- 1982
  - Lacey Chabert, atriz estadunidense.
  - Li Xiaolu, atriz chinesa.
  - Kieran Culkin, ator estadunidense.
  - Artur Cimirro, compositor e pianista brasileiro.
  - Takesure Chinyama, futebolista zimbabuano.
  - Michelle Marsh, modelo britânica.
  - Tory Lane, atriz estadunidense de filmes eróticos.
  - Greg Etafia, ex-futebolista nigeriano.
  - Kenny van Hummel, ex-ciclista neerlandês.
- 1983
  - Andreea Răducan, ex-ginasta romena.
  - Walter Williams, futebolista hondurenho (m. 2018).
- 1984
  - Keisha Buchanan, cantora britânica.
  - Soraya Haddad, judoca argelina.
- 1985
  - Cristian Rodríguez, ex-futebolista uruguaio.
  - Katrina Law, atriz norte-americana.
  - T-Pain, rapper, produtor musical e ator estadunidense.
- 1986
  - Olivier Giroud, futebolista francês.
  - Cristián Zapata, futebolista colombiano.
  - Joan Cañellas, handebolista espanhol.
- 1987
  - Joo Won, ator sul-coreano.
  - Flora Duffy, triatleta bermudense.
  - Ivan Rovny, ciclista russo.
- 1988 — Kurt Kuschela, canoísta alemão.
- 1989 — Joel González, taekwondista espanhol.
- 1990
  - Dominique Aegerter, motociclista suíço.
  - Alyssa Anderson, nadadora estadunidense.
  - Caren Pistorius, atriz neozelandesa.
  - Felipe Campanholi Martins, futebolista brasileiro.
- 1992
  - Ezra Miller, ator e cantor estadunidense.
  - Marina-Carlota Windsor, membro da família real britânica.
  - Marco Cecchinato, tenista italiano.
- 1993
  - Jovana Jović, ex-tenista sérvia.
  - Cameron Grimes, lutador profissional norte-americano.
- 1994
  - Aliya Mustafina, ex-ginasta russa.
  - Raphaël Coleman, ator britânico (m. 2020).
  - Samantha Arévalo, maratonista aquática equatoriana.
- 1995
  - Victor Andrade, futebolista brasileiro.
  - Mauro Arambarri, futebolista uruguaio.
- 1996
  - Alexander Nübel, futebolista alemão.
  - Nico Elvedi, futebolista suíço.
- 1997
  - Max Verstappen, automobilista neerlandês.
  - Yana Kudryavtseva, ex-ginasta russa.
  - Asier Villalibre, futebolista espanhol.
- 1999
  - Flávia Saraiva, ginasta brasileira.
  - Jordan Teze, futebolista neerlandês.
  - Romane Dicko, judoca francesa.
- 2000 — Tariq Lamptey, futebolista anglo-ganês.

### Século XXI
- 2001 — Sergio Arribas, futebolista espanhol.
- 2002
  - Maddie Ziegler, dançarina, atriz e modelo estadunidense.
  - Levi Miller, ator australiano.

## Mortes

### Anterior ao século XIX

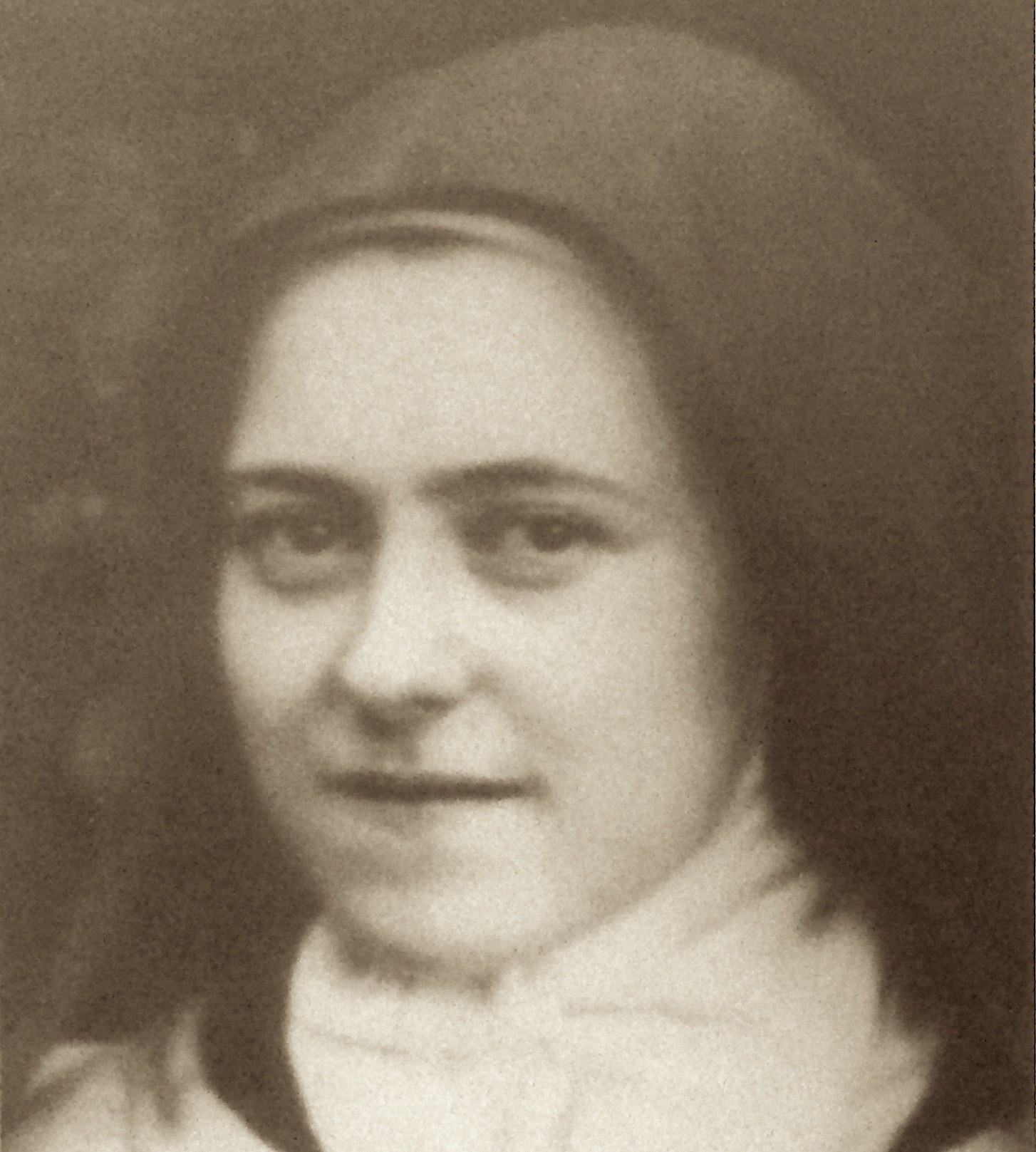
Santa Teresinha do Menino Jesus, freira francesa e modelo de santidade para a cristandade.

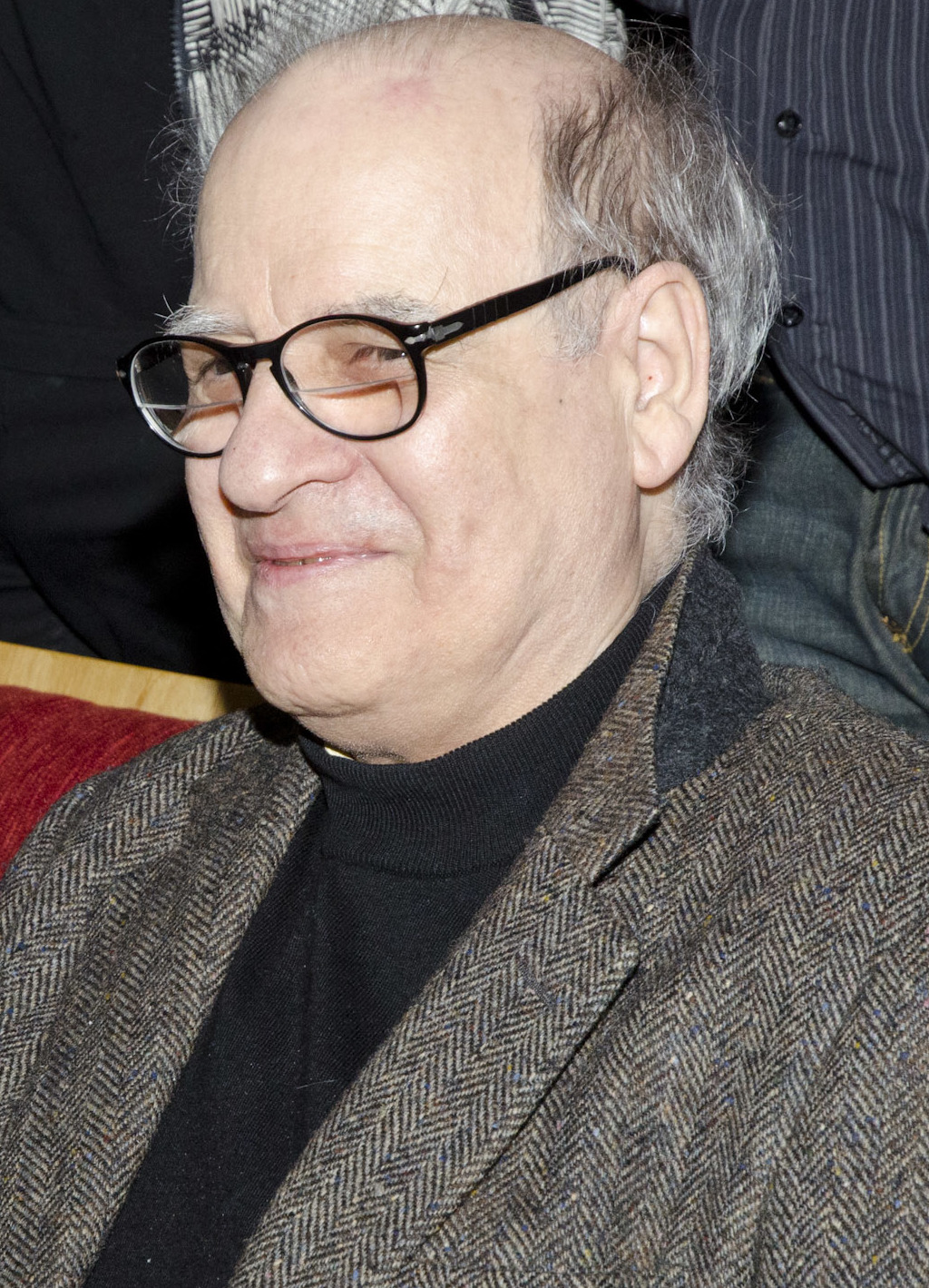
Quino, cartunista argentino criador da personagem Mafalda.

- 0420 — Jerônimo, sacerdote cristão ilírio (n. 340).
- 0653 — Honório de Cantuária, arcebispo da Cantuária (n. ?).
- 0788 — Abderramão I, emir de Córdova (n. 731).
- 0954 — Luís IV de França (n. 920).
- 1336 — Catarina de Saboia, duquesa de Áustria e Estíria (n. 1300/03).
- 1479 — Margarida de Saboia, Duquesa de Anjou (N. 1420).
- 1572 — Francisco de Borja, 4.º duque de Gandia (n. 1510).
- 1632 — Thomas Allen, matemático e astrólogo inglês (n. 1542).
- 1766 — Maria Vitória de Noailles, condessa de Tolosa (n. 1688).
- 1770 — George Whitefield, pastor e missionário britânico (n. 1714).
- 1778 — Miguel de Bulhões e Sousa, bispo português (n. 1706).

### Século XIX
- 1897 — Teresa de Lisieux, religiosa francesa e Doutora da Igreja Católica (n. 1873).

### Século XX
- 1913 — Rudolf Diesel, engenheiro alemão (n. 1858).
- 1955 — James Dean, ator estadunidense (n. 1931).
- 1968 — Sérgio Porto, escritor brasileiro (n. 1923).
- 1976 — Miguel Afonso de Andrade Leite, presbítero brasileiro (n. 1912).
- 1992 — Robert Joel, ator norte-americano (n. 1944).

### Século XXI
- 2007
  - Len Graham, futebolista britânico (n. 1925).
  - Milan Jelić, político sérvio (n. 1956).
- 2009
  - Ivan Saidenberg, quadrinista brasileiro (n. 1940).
  - Raúl Alfredo Magaña, futebolista salvadorenho (n. 1940).
- 2015 — Caio César, ator, dublador e policial militar brasileiro (n. 1988).
- 2017 — Adelar Bertussi, acordeonista, cantor e compositor brasileiro (n. 1933).
- 2019 — Newton Carlos, jornalista brasileiro de imprensa e televisão (n. 1927).
- 2020 — Quino, cartunista argentino (n. 1932).
- 2024
  - Dikembe Mutombo basquetebolista congolês-americano (n. 1966).
  - Pete Rose jogador de beisebol norte-americano (n. 1941).

## Feriados e eventos cíclicos
- Dia Internacional da Tradução e/ou do Tradutor Intérprete
- Dia da Bíblia católica[10]

### Brasil
- Dia da Secretária.
- Dia do Jornaleiro.
- Aniversário dos municípios de São Gotardo e Viçosa, em Minas Gerais.
- Aniversário do município de São Jerônimo, no Rio Grande do Sul.

### Cristianismo
- Gaiana
- Gregório, o Iluminador
- Honório de Cantuária
- Jerônimo
- Ripsima

## Outros calendários
- No calendário romano era o dia da véspera das calendas de outubro.
- No calendário litúrgico tem a letra dominical G para o dia da semana.
- No calendário gregoriano a epacta do dia é xxiii.